# Rubber (hoorspel)
Rubber is een hoorspel naar de gelijknamige roman (1931) van Madelon Székely-Lulofs. In een bewerking van Marc Lohmann en onder regie van Marlies Cordia zond de TROS het uit op zondag 10 december 1989, als tweede in een reeks van vier ter gelegenheid van 40 jaar republiek Indonesië. Het duurde 57 minuten.

## Rolbezetting
- Jim Berghout (Frank Versteegh)
- Diana Dobbelman (Marian Versteegh)
- Hans Karsenbarg (John van Laer)
- Ansje Beentjes (Renée van Laer)
- Frans Koppers (Nick Ravinsky)
- Jan Wegter (Meesters)
- Jan Willem Sterneberg (Siemens)
- Jan Anne Drenth (Feenhuis)
- Frans Kokshoorn (Horstman)

## Inhoud
De schrijfster zei er zelf over: "Toen ik Rubber geschreven had, hoopte ik dat het boek een wegwijzer zou zijn voor de ouders, die kinderen in Indië hadden en [voor] andere menschen. Men begrijpt in Holland niet, hoe die kinderen-in-Indië door het andere, vreemde leven anders en vreemd kunnen worden en ik wilde zoo graag dat de ouders zullen inzien dat bij hùn, in het moederland, de plicht rust deze vervreemding bij voorbaat te voorzien, te begrijpen en te vergoelijken en zooveel mogelijk te overbruggen. (...) Ik schreef geen preek, geen rapport, geen brochure, maar een roman. Een roman, die niets anders wil zijn, dan een zoo goed mogelijke beschrijving van het leven op een rubberonderneming in zijn verschillende phasen, zooals ik het zelf meemaakte en ondervond."